# Hogna duala
Hogna duala este o specie de păianjeni din genul Hogna, familia Lycosidae, descrisă de Roewer, 1959.
Este endemică în Camerun. Conform Catalogue of Life specia Hogna duala nu are subspecii cunoscute.